# C6H4N2S2
化学式C6H4N2S2（摩尔质量：168.24 g/mol）可以指：
- 2,2'-联噻唑，CAS号：13816-21-2
- [[2-巯基噻唑[5,4-b]并吡啶]]，CAS号：57135-09-8

|  | 这个同类索引页列出了具有相同分子式的化学物（即同分異構體）条目。 除非您是有意链接至本页，否则应将相应条目的内部链接指向正确的条目。 |